# Janina Klemens
Janina Klemens – polska inżynier, dr hab., profesor zwyczajny Gliwickiej Wyższej Szkoły Przedsiębiorczości w Gliwicach i Wydziału Architektury, Budownictwa i Sztuk Stosowanych Wyższej Szkoły Technicznej w Katowicach.

## Życiorys
Obroniła pracę doktorską, następnie uzyskała stopień doktora habilitowanego. 12 marca 2003 nadano jej tytuł profesora w zakresie nauk technicznych. Została zatrudniona na stanowisku profesora nadzwyczajnego w Katedrze Projektowania Architektonicznego i Sztuk Pięknych na Wydziale Architektury Politechniki Śląskiej i profesora zwyczajnego w Gliwickiej Wyższej Szkoły Przedsiębiorczości w Gliwicach. 
Jest profesorem zwyczajnym na Wydziale Architektury, Budownictwa i Sztuk Stosowanych Wyższej Szkoły Technicznej w Katowicach.